# Dicranota nubecula
Dicranota (Dicranota) nubecula là một loài ruồi trong họ Pediciidae. Chúng phân bố ở vùng Indomalaya.